# Проводка (бухгалтерия)
Бухгалтерская проводка (бухгалтерская запись, контировка) — запись в бумажном журнале или в компьютерной базе данных об изменении состояния учитываемых объектов. Обычно состоит из описания дебетуемого и кредитуемого объекта учёта, а также числовых характеристик изменения, например, количества и стоимости. Способ регистрации хозяйственных операций одновременно на двух разных, но экономически взаимосвязанных счетах бухгалтерского учёта в равных суммах.

## Определение
Бухгалтерская проводка — процедура отражения суммы хозяйственного факта по корреспондирующим между собой счетам бухгалтерского учета по правилу двойной записи:
1. определяется по содержанию хозяйственный факт, зафиксированный в первичных документах, какие объекты бухгалтерского учета им затрагиваются;
2. выявляется корреспонденция счетов (какой счет затрагивается по дебету, какой счет — по кредиту);
3. составляется бухгалтерская проводка.

## Виды проводок
Хозяйственная операция может быть учтена следующими видами проводок:
- простая проводка — запись, при которой один счет дебетуется, а другой кредитуется;
- сложная проводка — запись, при которой один счет (или несколько счетов) дебетуется, а несколько счетов (или один счет) кредитуются.

По характеру учёта проводки также бывают:
- реальные (для отражения хозяйственных операций, фактов, явлений действительно совершившихся);
- условные (результат методологии учёта, хотя в реальной действительности операция не совершалась, то есть для переноса или уточнения показателей);
- уточняющие (исправительные и списывающие калькуляционные разности):
  - дополнительные проводки — составляются обычными чернилами, их сумма увеличивает обороты по счетам;
  - сторнировочные проводки — составляются красными чернилами и при подсчете итогов красная сумма вычитается.